# Suikoden III
Suikoden III (titre original, Gensôsuikoden III) est un jeu vidéo de rôle de 2002 développé et édité par la société japonaise Konami sur PlayStation 2.
Il fait partie de la série Suikoden.

## Synopsis
L'histoire a lieu 15 ans après les événements de Suikoden II. L'action prend place cette fois-ci dans les Grasslands et Zexen, deux pays déjà mentionnés dans le précédent épisode. Les deux pays sont en guerre depuis des années. heureusement, les deux pays souhaitent en finir avec ce conflit et chaque dirigeant envoie ses délégués afin préparer une trêve. Malheureusement, des incidents vont survenir des deux côtés, chacun soupçonnant l'autre d'actes de trahisons. La guerre va reprendre de plus belle tandis que certains guerriers vont tenter de comprendre qui se cache derrière ces mystérieuses forfaitures.

## Système de jeu
Suikoden III a apporté son lot d'innovations au sein de la série. On retrouve le système de 6 combattants auquel est désormais inclus un personnage de soutien qui apporte des bonus en fin de combat. Par contre, on ne peut plus donner des ordres précis pour chaque combattant mais seulement à l'un d'entre eux, l'autre se bornant à attaquer. On retrouve les runes mais désormais, les sorts mettent du temps à se charger. Cet épisode introduit également le système des skills qui permettent de stimuler les capacités des personnages.
Le jeu se construit désormais sur plusieurs points de vue et l'étoile Tenkai n'est plus le héros majeur mais juste le personnage qui réunit les 108 étoiles. Les 3 personnages principaux de l'aventure étant Hugo, le futur chef du clan des Karayas des Grasslands, la jeune Chris Lightfellow, capitaine des chevaliers de Zexen, et Geddoe, un mercenaire d'Harmonia. L'histoire se découpe autour du point de vue de chacun d'entre eux afin d'expliquer au mieux l'histoire au joueur.

## Accueil
Globalement, le jeu a reçu de bonnes critiques  mais a aussi suscité pas mal de polémiques, essentiellement au sein des fans. Le changement de style a été difficilement apprécié par certains joueurs. C'est surtout la construction du jeu en chapitres qui a lassé certains joueurs qui avaient l'impression de revivre plusieurs fois le même moment alors que d'autres ont salué cette manière de présenter l'histoire, sans parti pris, et qui permet de bien souligner la subjectivité que donne un simple point de vue. Néanmoins, même pour les critiques enthousiastes, Suikoden II reste la référence de la saga.

## Adaptation
Le jeu a été adapté en manga par Aki Shimizu. Comptant onze volumes, il est sorti en 2004 au Japon chez Media Factory. En France, le manga a été édité par Soleil Manga.